# Hongzhi
Hongzhi (chinois : 弘治), de son nom personnel Zhu Youtang (chinois : 朱祐樘), né le 30 juillet 1470 à Pékin et mort le 8 juin 1505 dans la même ville, est le neuvième empereur de la dynastie Ming (1487-1505).

## Biographie

### Naissance

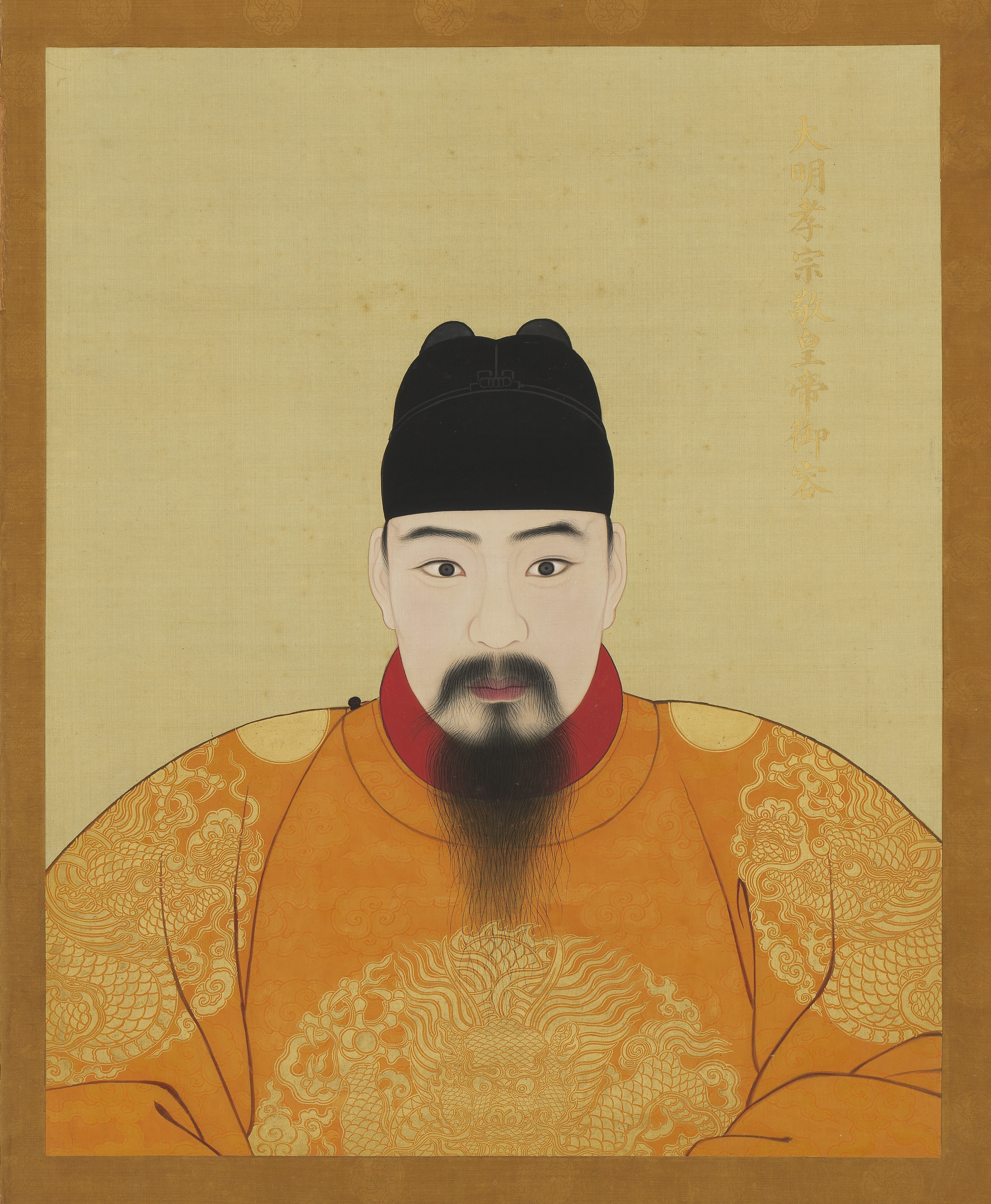
L'empereur Hongzhi

Lorsque sa mère - l'une des concubines de l'empereur Chenghua - tombe enceinte, la concubine principale de son père, qui ne peut pas avoir d'enfants et ne veut pas qu'une autre concubine puisse donner des enfants à l'Empereur, force la future mère à prendre des drogues abortives. Sa mère doit fuir, mais l'enfant survit miraculeusement et est caché. Il ne retrouve son père qu'à l'âge de cinq ans, en 1475, année au cours de laquelle il est couronné prince d'Empire. Il reçoit alors la meilleure éducation de son temps, fréquentant les écoles confucéennes et y excelle. Adulte, il fera rechercher sa mère dans tout l'Empire.

### Règne
Lorsque son père meurt en 1487, il devient un empereur brillant, sage et assidu, dépeint comme un homme frugal et chaste. Il prend soin de toujours contrôler les affaires de l'État, écoutant les lettrés, chassant au besoin les opportunistes. Au début de son règne, il demande aux fonctionnaires de critiquer les abus de son prédécesseur, puis s'attache à les corriger. Les taxes et les dépenses gouvernementales sont réduites. Il est à l'origine d'une période de paix et de prospérité qualifiée de renaissance (zhongxing) et d'« Âge d'argent de Hongzhi ». Il est comparé aux Empereurs Hongwu et Yongle et, à ce titre, est considéré comme l'un des meilleurs empereurs de sa dynastie.
Pendant son règne, beaucoup de personnes capables ont été nommées à des postes importants. Il prit Wang Yangming, le « général philosophe », comme Premier ministre (il avait réussi l'examen impérial le plus important). Hongzhi aimait beaucoup s'enrichir de différentes opinions. 

### Scandales
Bien que son gouvernement fut un exemple de bonne gestion et de compétence, son administration fut entachée par un scandale frauduleux de trafic de charges[à définir] fictives qu'il n'arriva pas à enrayer. De plus, il laissa sa belle-famille dominer le Palais.

## Vie personnelle
Il est également connu comme étant le seul souverain monogame de l'histoire de la Chine. Il n'a que deux enfants, dont l'un meurt en bas âge. Il gâte trop son fils unique, qui est un enfant intelligent, éduqué dans le confucianisme, qu'il pense capable de devenir un empereur sage. À sa mort, Zhu Houzhao devient l'Empereur Zhengde, mais meurt en 1521, sans enfants.